# Aprilie 1988
Acest articol este generat integral pe baza informațiilor din articolul 1988 și este actualizat periodic de un robot.
 Editările făcute în articol vor fi șterse la următoarea actualizare! Dacă doriți să faceți modificări, editați articolul-sursă.

ianuarie -
februarie -
martie -
aprilie -
mai -
iunie -
iulie -
august -
septembrie -
octombrie -
noiembrie -
decembrie
Aprilie 1988 a fost a patra lună a anului și a început într-o zi de vineri.

## Evenimente
- 30 aprilie: Céline Dion câștigă la Dublin, Concursul Eurovision pentru Elveția, cu piesa Ne partez pas sans moi.

## Nașteri
- 1 aprilie: Toto Tamuz, fotbalist israelian de etnie nigeriană (atacant)
- 3 aprilie: Tim Krul (Timothy Michael Krul), fotbalist neerlandez (portar)
- 3 aprilie: Tiberiu Dolniceanu, sabrer român
- 3 aprilie: Alin Badea, scrimer român
- 4 aprilie: Jhulliam Bonfim (Jhulliam Bonfim Santos Pires), fotbalist brazilian
- 4 aprilie: Kelley Hurley, scrimeră americană
- 5 aprilie: Georg Gazarian, fotbalist armean
- 5 aprilie: James Gregory Meredith, fotbalist australian
- 5 aprilie: James Meredith, fotbalist australian
- 6 aprilie: Fabrice Ndala Muamba, fotbalist congolez
- 6 aprilie: Cezar Andrei Lungu, fotbalist român (portar)
- 7 aprilie: João Paulo de Souza Dantas, fotbalist brazilian
- 10 aprilie: Haley Joel Osment, actor american
- 10 aprilie: Cristian Bățagă, sportiv român (gimnastică artistică)
- 10 aprilie: Monel Tiberiu Cârstoiu, fotbalist român
- 10 aprilie: Viktor Bölcsföldi, fotbalist maghiar
- 12 aprilie: Cristina Bujin, atletă română
- 13 aprilie: Helder Maurilio da Silva Ferreira, fotbalist brazilian
- 13 aprilie: Anderson Luís de Abreu Oliveira, fotbalist brazilian
- 14 aprilie: Roberto Bautista Agut, jucător de tenis spaniol
- 15 aprilie: Eliza Doolittle, cântăreață britanică
- 18 aprilie: Alexandru A. Grosu, fotbalist din R. Moldova
- 19 aprilie: Radmila Petrović, handbalistă din Muntenegru
- 20 aprilie: Koelly Kévin Zougoula, fotbalist ivorian
- 21 aprilie: Robbie Amell, actor canadian
- 25 aprilie: Sara Paxton, cântăreață și actriță americană
- 28 aprilie: Abel Valdez, fotbalist argentinian
- 28 aprilie: Juan Manuel Mata Garcia, fotbalist spaniol
- 28 aprilie: Juan Manuel Mata, fotbalist spaniol
- 28 aprilie: Emma Hewitt, cantautoare și vocalistă Trance australiană
- 30 aprilie: Ana de Armas (Ana Celia de Armas Caso), actriță cubaneză

## Decese
- 1 aprilie: Augustin Z.N. Pop, 77 ani, jurnalist român (n. 1910)
- 7 aprilie: Lydie Schmit, 49 ani, politiciană luxemburgheză (n. 1939)
- 15 aprilie: Modest Morariu, 58 ani, poet român (n. 1929)
- 18 aprilie: Oktay Rıfat Horozcu, 73 ani, scriitor turc (n. 1914)
- 21 aprilie: I. A. L. Diamond (n. Ițec Domnici), 67 ani, scenarist american (n. 1920)